# Agrotis lenticulosa
Agrotis lenticulosa là một loài bướm đêm trong họ Noctuidae.